# Myrmelachista
Myrmelachista é um gênero de insetos, pertencente a família Formicidae. São formigas relativamente pouco conhecidas, mas bastante comuns, que normalmente habitam dentro da estruturas das árvores . Geralmente de médio porte, coloração escura, pouco ágeis, e inofensivas (p.ex. sem ferrão). Produzem ácido fórmico como veneno . São pouco estudadas, mas ao menos uma espécie teve suas larvas descritas, revelando um tipo de pelo especializado que pode ter importância biológica na fixação das larvas no ninho . 